# Guldpalmen för bästa kortfilm
Guldpalmen för bästa kortfilm (franska: Palme d'or du court métrage) är priset för bästa film i kortfilmstävlan vid filmfestivalen i Cannes.

## Vinnare
| År   | Film                                                                       | Regissör                                           | Produktionsland       |
| ---- | -------------------------------------------------------------------------- | -------------------------------------------------- | --------------------- |
| 1952 | Het schots is te boord                                                     | Herman van der Horst                               | Nederländerna         |
| 1953 | Vildhästen (Crin-Blanc)                                                    | Albert Lamorisse                                   | Frankrike             |
| 1955 | Blinkity Blank                                                             | Norman McLaren                                     | Kanada                |
| 1956 | Den röda ballongen (Le ballon rouge)                                       | Albert Lamorisse                                   | Frankrike             |
| 1957 | Scurta istorie                                                             | Ion Popescu-Gopo                                   | Rumänien              |
| 1959 | N.Y., N.Y.                                                                 | Francis Thompson                                   | Förenta staterna      |
| 1959 | Zmiana warty                                                               | Halina Bielińska och Wlodzimierz Haupe             | Polen                 |
| 1961 | La Petite cuillère                                                         | Carlos Vilardebo                                   | Frankrike             |
| 1962 | Sista minuten (La rivière du hibou)                                        | Robert Enrico                                      | Frankrike             |
| 1963 | À fleur d'eau                                                              | Alexander J. Seiler och Rob Gnant                  | Schweiz               |
| 1963 | Le Haricot                                                                 | Edmond Séchan                                      | Frankrike             |
| 1965 | Nyitany                                                                    | János Vadász                                       | Ungern                |
| 1966 | Skaterdater                                                                | Noel Black                                         | Förenta staterna      |
| 1967 | Sky Over Holland                                                           | John Fernhout                                      | Nederländerna         |
| 1969 | Cîntecele Renasterii                                                       | Mirel Ilieșiu                                      | Rumänien              |
| 1972 | Le Fusil à lunette                                                         | Jean Chapot                                        | Frankrike             |
| 1973 | Balablok                                                                   | Břetislav Pojar                                    | Kanada                |
| 1974 | Ostrov                                                                     | Fjodor Chitruk, Eduard Nazarov och Vladimir Zujkov | Sovjetunionen         |
| 1975 | Lautrec                                                                    | Geoff Dunbar                                       | Storbritannien        |
| 1976 | Metamorphosis                                                              | Barry Greenwald                                    | Kanada                |
| 1977 | Küzdök                                                                     | Marcell Jankovics                                  | Ungern                |
| 1978 | La Traversée de l'Atlantique à la rame                                     | Jean-François Laguionie                            | Frankrike             |
| 1979 | Harpya                                                                     | Raoul Servais                                      | Belgien               |
| 1980 | Seaside Woman                                                              | Oscar Grillo                                       | Storbritannien        |
| 1981 | Moto perpetuo                                                              | Béla Vajda                                         | Ungern                |
| 1982 | Merlin ou le cours de l'or                                                 | Arthur Joffé                                       | Frankrike             |
| 1983 | Je sais que j'ai tort mais demandez à mes copains ils disent la même chose | Pierre Levy                                        | Frankrike             |
| 1984 | Le Cheval de fer                                                           | Gérald Frydman och Pierre Levie                    | Frankrike             |
| 1984 | Chiri                                                                      | David Takaisjvili                                  | Sovjetunionen         |
| 1985 | Jenitba                                                                    | Slav Bakalov och Rumen Petkov                      | Bulgarien             |
| 1986 | An Exercise in Discipline - Peel                                           | Jane Campion                                       | Australien            |
| 1987 | Palisade                                                                   | Laurie McInnes                                     | Australien            |
| 1988 | Vykrutasy                                                                  | Garri Bardin                                       | Sovjetunionen         |
| 1989 | 50 ans                                                                     | Gilles Carle                                       | Kanada                |
| 1990 | The Lunch Date                                                             | Adam Davidson                                      | Förenta staterna      |
| 1991 | Z podniesionymi rękami                                                     | Mitko Panov                                        | Polen                 |
| 1992 | Omnibus                                                                    | Sam Karmann                                        | Frankrike             |
| 1993 | Coffee and Cigarettes III                                                  | Jim Jarmusch                                       | Förenta staterna      |
| 1994 | El Héroe                                                                   | Carlos Carrera                                     | Mexiko                |
| 1995 | Gagarin                                                                    | Aleksej Charitidi                                  | Ryssland              |
| 1996 | Szél                                                                       | Marcell Iványi                                     | Ungern                |
| 1997 | ...Is It the Design on the Wrapper?                                        | Tessa Sheridan                                     | Storbritannien        |
| 1998 | L'Interview                                                                | Xavier Giannoli                                    | Frankrike             |
| 1999 | When the Day Breaks                                                        | Amanda Forbis och Wendy Tilby                      | Kanada                |
| 2000 | Anino                                                                      | Raymond Red                                        | Filippinerna          |
| 2001 | Bean Cake                                                                  | David Greenspan                                    | Förenta staterna      |
| 2002 | Eso utan                                                                   | Péter Mészáros                                     | Ungern                |
| 2003 | Cracker Bag                                                                | Glendyn Ivin                                       | Australien            |
| 2004 | Trafic                                                                     | Cătălin Mitulescu                                  | Rumänien              |
| 2005 | Podorozjni                                                                 | Igor Strembitskij                                  | Ukraina               |
| 2006 | Sniffer                                                                    | Bobbie Peers                                       | Norge                 |
| 2007 | Ver llover                                                                 | Elisa Miller                                       | Mexiko                |
| 2008 | Megatron                                                                   | Marian Crișan                                      | Rumänien              |
| 2009 | Arena                                                                      | João Salaviza                                      | Portugal              |
| 2010 | Chienne d'histoire                                                         | Serge Avédikian                                    | Frankrike             |
| 2011 | Cross                                                                      | Maryna Vroda                                       | Ukraina och Frankrike |
| 2012 | Sessiz-Be Deng                                                             | Rezan Yeşilbaş                                     | Turkiet               |
| 2013 | Safe                                                                       | Moon Byoung-Gon                                    | Sydkorea              |
| 2014 | Leidi                                                                      | Simón Mesa Soto                                    | Colombia              |
| 2015 | Waves '98                                                                  | Ely Dagher                                         | Libanon               |
| 2016 | Timecode                                                                   | Juanjo Gimenez                                     | Spanien               |
| 2017 | Xiao cheng er yue                                                          | Qiu Yang                                           | Kina                  |
| 2018 | All these creatures                                                        | Charles Williams                                   | Australien            |